# José Miguel Mora Porras

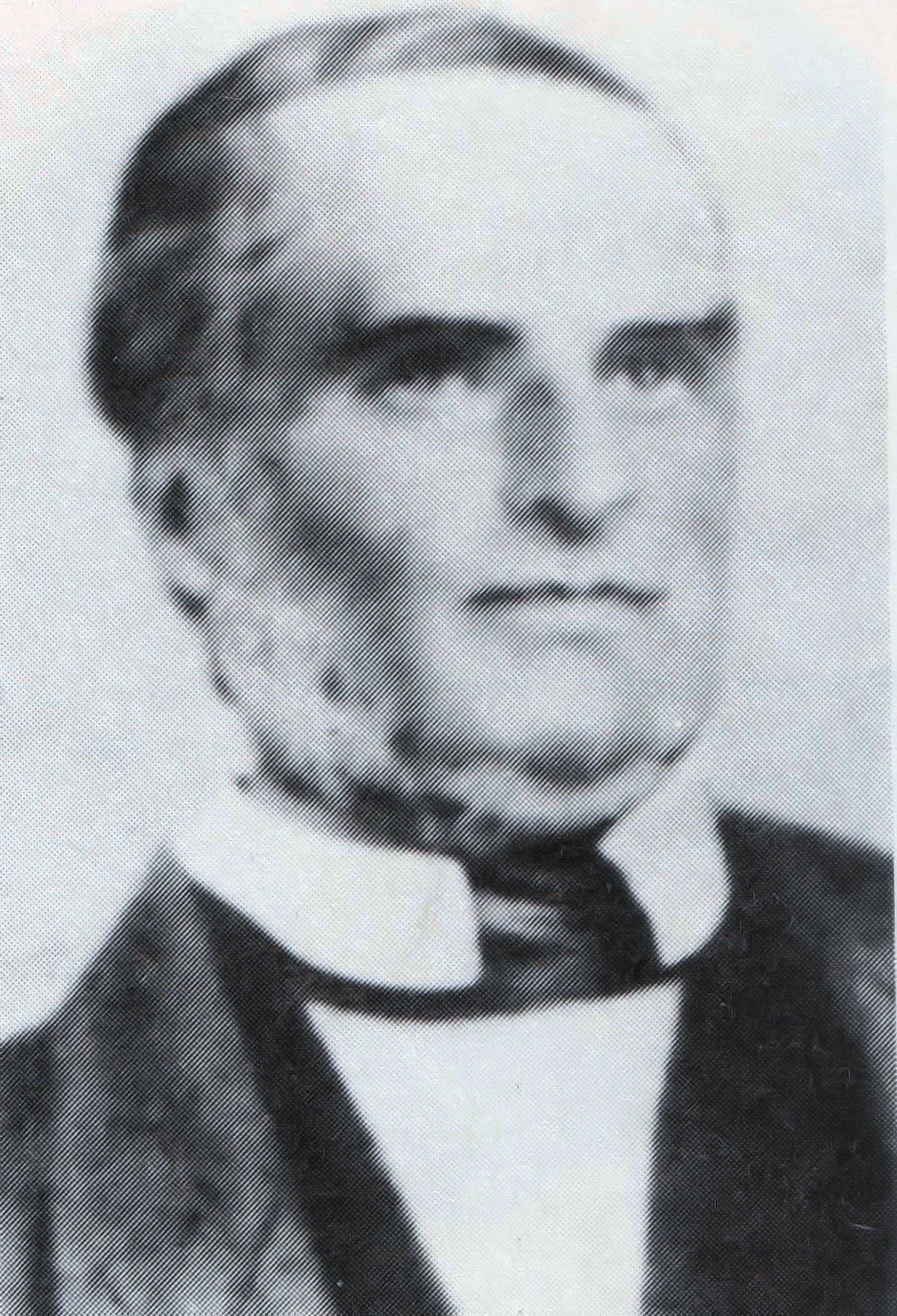
José Miguel Mora Porras

José Miguel Mora Porras (* 29. September 1816 in San José; † 15. Juni 1887 ebenda) war vom 16. bis zum 26. November 1849 Präsident von Costa Rica.

## Leben

### Herkunft
Seine Eltern waren Ana Benita Porras y Ulloa und Camilo Mora y Alvarado. Seine Geschwister waren:
- Ana María Mora Porras, die Ehefrau von José María Montealegre Fernández
- Guadalupe Mora Porras, die Ehefrau von General José María Cañas Escamilla
- Juan Rafael Mora Porras
- General José Joaquín Mora Porras

Im April 1840 heiratete er Felipa Montes de Oca y Gamero. In dieser Ehe wurden zwölf Kinder geboren: Octavia, Esteban, María Agapita, José Abraham, Edelmira, Salomón, Micaela, Abraham, Miguel, Lucila, Ignacio und Juan Rafael Mora Montes de Oca.
Er war Mitglied der Partido Liberal. Bei der verfassungsgebenden Versammlung von 1846 bis 1847 war José Miguel Mora Porras Delegierter von Guanacaste. 1848 wurde er zum Parlamentsabgeordneten für San José gewählt.

### Zehntägige Präsidentschaft
Am 16. November 1849 nahm das Parlament den Rücktritt von Präsident José María Castro Madriz an. Sein Stellvertreter war Parlamentspräsident Nazario Toledo. Der Verfassung zufolge hätte Toledo daraufhin Castro nachfolgen sollen. Doch er wurde durch das Parlament nicht im Amt bestätigt, da er nicht in Costa Rica geboren war. Stattdessen bestellte es José Miguel Mora Porras zum Präsidenten. Als Amtshandlung ist überliefert, dass er am 24. November den britischen Konsul Frederick Chatfield empfing. Am 26. November 1849 gab José Miguel Mora Porras das Präsidentenamt an seinen älteren Bruder Juan Rafael Mora Porras weiter.

### Weitere politische Laufbahn und Exil
Nach seiner Präsidentschaft war José Miguel Mora Porras wieder Abgeordneter. Vom 22. März bis zum 6. April 1850 war er erneut geschäftsführender Präsident, da sein Bruder abwesend war.
1855 wurde er zum Abgeordneten für San José gewählt. Er führte dieses Mandat nicht bis zum Ende der Legislaturperiode, zu der er gewählt worden war, aus. Da sein Bruder 1859 gestürzt wurde, weil er die Verfassung gebrochen hatte und daraufhin der Ausnahmezustand verhängt wurde, ging er mit der Familie seines Bruders für mehrere Jahre ins Exil nach El Salvador.